# Onthophagus rhynchophorus
Onthophagus rhynchophorus es una especie de insecto del género Onthophagus, familia Scarabaeidae, orden Coleoptera.

Fue descrita científicamente por Péringuey en 1904.